# Jonathan Aitken
Jonathan William Patrick Aitken (nascido em 30 de agosto de 1942) é um autor britânico, padre da Igreja da Inglaterra, ex-prisioneiro e ex-político do Partido Conservador.

## Carreira
Iniciando sua carreira no jornalismo, ele foi eleito para o Parlamento em 1974 (servindo até 1997), e foi membro do gabinete durante o governo de John Major de 1992 a 1995. Nesse mesmo ano, ele foi acusado pelo The Guardian de crimes cometidos sob sua capacidade oficial de governo. Ele processou o jornal por difamação em resposta, mas o caso desmoronou, e posteriormente foi descoberto que ele havia cometido perjúrio durante seu julgamento. Em 1999, foi condenado a 18 meses de prisão, dos quais cumpriu sete meses.
Após sua prisão, Aitken afirmou que se tornou cristão e, mais tarde, tornou-se o presidente honorário da Christian Solidarity Worldwide. Ele foi ordenado sacerdote anglicano em 2019.